# ニコル・アレント
ニコル・アレント（Nicole Arendt, 1969年8月26日 - ）は、アメリカ・ニュージャージー州ソマービル出身の元女子プロテニス選手。キャリアを通じてダブルスに優れ、1997年のウィンブルドン女子ダブルス準優勝、1996年の全豪オープン・全仏オープン混合ダブルス準優勝を記録した。女子ダブルスでは、オランダのマノン・ボーラグラフと組んで多くの好成績を出した。自己最高ランキングはシングルス49位、ダブルス3位。WTAツアーでシングルスの優勝はなかったが、ダブルスで16勝を挙げた。身長177cm、体重68kg、左利き。
アレントの家族は、父親は化学者、母親は教育コンサルタントで、きょうだいの他の3人も技術系の仕事に就き、スポーツ選手になったのはニコル1人だけである。彼女は1986年全米オープンで4大大会に初出場したが、1988年から1991年までフロリダ大学の学生テニス選手としてプレーし、1991年からプロテニス選手になった。1993年5月、「インドネシア・オープン」で女子ツアー大会のダブルス初優勝を果たし、1994年に同大会で2連覇を達成する。最初期によく組んだパートナーは、オーストラリアのクリスティン・ラドフォードであった。1995年4月、アレントはマノン・ボーラグラフ（オランダ）とペアを組んで3週連続決勝進出を果たし、うち2つの大会で優勝した。このボーラグラフが、アレントにとって最も息の合うダブルス・パートナーとなり、2人はボーラグラフが現役を引退する2000年までペアを組み続けた。1995年はアレントにとって躍進の年になり、全仏オープン女子ダブルスでリンゼイ・ダベンポートと組んで準決勝に進み、ウィンブルドンではパム・シュライバーとのペアでベスト8に入った。全米オープンではシングルスで初の3回戦に進み、ジーナ・ガリソンに 0-6, 6-7 で敗れた。
アレントは1996年、混合ダブルスで同じアメリカのルーク・ジェンセンとペアを組み、全豪オープンと全仏オープンで2大会連続の決勝進出を果たした。しかし、全豪オープンはマーク・ウッドフォード（オーストラリア）＆ラリサ・ネーランド（ラトビア）組、全仏オープンはハビエル・フラナ＆パトリシア・タラビーニ（ともにアルゼンチン）組に敗れ、2大会とも準優勝に終わった。全豪オープンでは、シングルスでメアリー・ジョー・フェルナンデスとの3回戦に進み、ボーラグラフと組んだ女子ダブルスで準決勝に進む。ウィンブルドンでは、シングルスでシュテフィ・グラフとの3回戦に勝ち進んだ。1997年もシングルス・ダブルスともに実り多い年となり、全仏オープンでシングルス自己最高成績の4回戦進出、ウィンブルドン女子ダブルス準優勝があった。全仏オープンのシングルスでは、3回戦で第4シードのヤナ・ノボトナを破った後、初進出の4回戦でルクサンドラ・ドラゴミル（ルーマニア）に 1-6, 1-6 で完敗した。ウィンブルドンの女子ダブルス決勝では、アレントとボーラグラフは第1シードのジジ・フェルナンデス＆ナターシャ・ズベレワ組に 6-7, 4-6 で敗れた。アレントは4大大会優勝のチャンスを、3度とも逃したことになる。この後彼女は左肩を痛め、1998年のシーズンを棒に振った。ブランクの間、彼女は再びフロリダ大学に通った。
1年間のブランクを経て、アレントは1999年全豪オープンでツアーに復帰し、再びボーラグラフとのダブルスで活躍した。この年は、全仏オープンを除く3大会で女子ダブルスのベスト8に入っている。2000年全豪オープンの予選敗退を最後に、アレントはシングルスから撤退した。2000年の女子テニスツアー年間最終戦「チェイス選手権」で、アレントとボーラグラフは初めての決勝戦に勝ち進んだが、最後はマルチナ・ヒンギス＆アンナ・クルニコワ組に 2-6, 3-6 のストレートで屈した。長年の親友ボーラグラフは、この大会を最後に36歳で現役を退いた。
ボーラグラフの引退後、アレントは2001年1月-3月まで日本の杉山愛とペアを組み、全豪オープン女子ダブルスで5年ぶり2度目の準決勝に進出した。アレントは杉山とのコンビで2勝を挙げた後、4月からカロリネ・ビス（オランダ）と組んだが、このコンビはあまり成功しなかった。2002年、アレントはすべての大会でリーゼル・フーバー（当時南アフリカ国籍）とペアを組み、年頭のニュージーランド・オークランド大会で優勝した後、全仏オープンで7年ぶりの準決勝に進んだ。1月のオークランド大会が、アレントの現役最後の優勝になった（16勝目）。ニコル・アレントは2003年6月、ウィンブルドン女子ダブルス1回戦敗退を最後に33歳で現役を引退した。